# Pow-wow

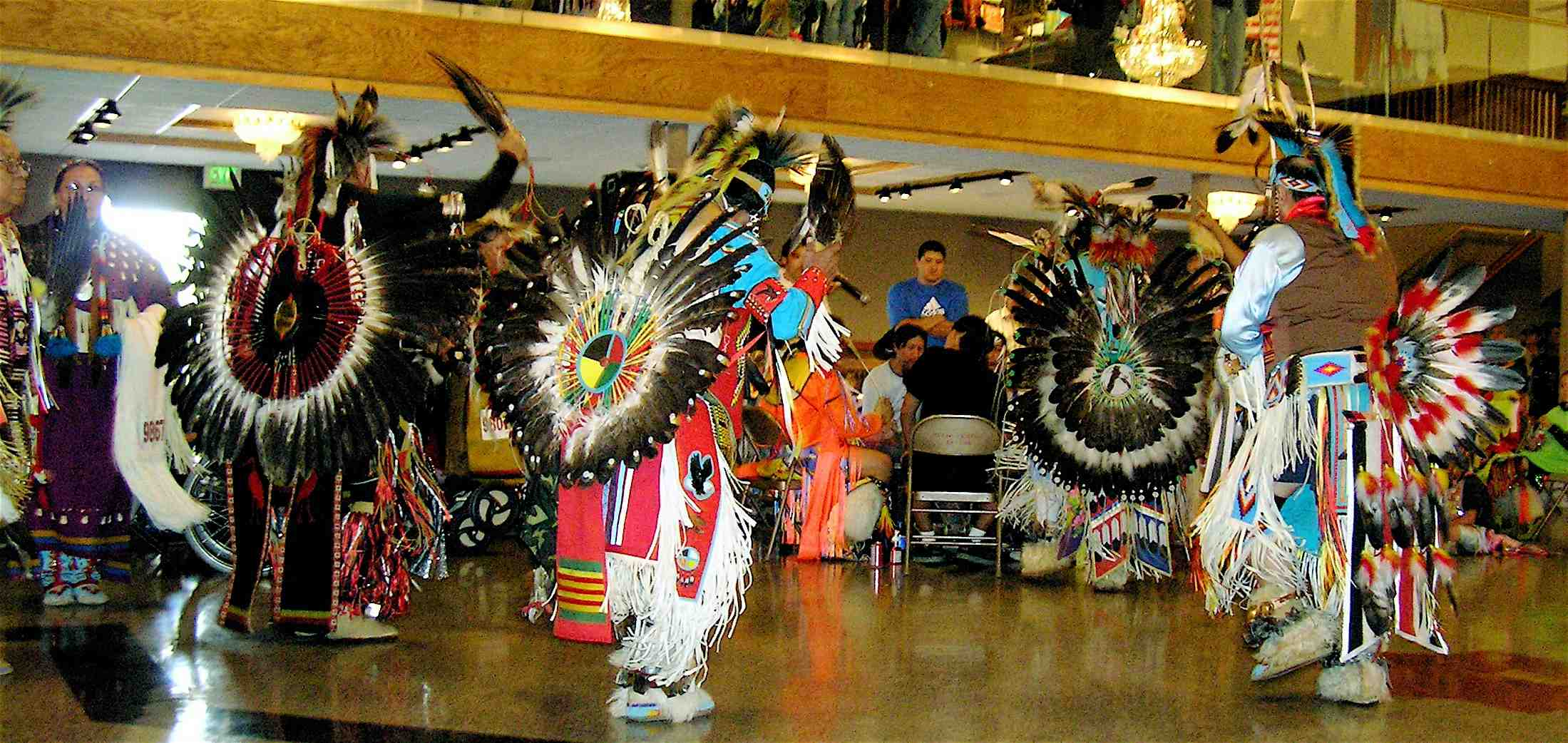
Férfiak hagyományos tánca, 2007-ben, Montana államban

A pow-wow az észak-amerikai őslakosok nagy összejövetele.

## Jelentése
A pow-wow kifejezés vélhetőleg az algonkin „pauau” szóból származik, és összejövetelt jelent. Az európai amerikaiak a kifejezéssel olyan megbeszéléseket vagy társasági eseményeket jelölnek, ahol fontos kérdéseket vitatnak meg. Az őslakosok számára azonban a pow-wow hagyományos nagy törzsi vagy törzsek közti világi összejövetelre vonatkozik, melynek keretében énekelnek, táncolnak, ajándékokat osztanak szét, és tiszteletadó szertartásokra kerül sor. A pow-wow az indián azonosságtudat látványos és nyilvános kifejeződése. Néha szélesebb közönség számára is nyitottak, de gyakrabban csak maguknak szánják. A törzsek közti pow-wow-ok nyilvánvalóan nagyobbak, mint a törzsiek, de bármekkorák legyenek is, a pow-wow fontos eszköze az észak-amerikai őslakos hagyományok egyik nemzedékről a másikra történő továbbadásának.

## Leírás
Létezik egy jól bejáratott „pow-wow országút”, azaz eseménysorozat, és az őslakosok késő tavasztól kora nyárig keresztbe-kasul utazgatnak az országban, hogy részt vegyenek a törzsek közti pow-wow-on. Pánindián eseményként ezek az összejövetelek lehetővé teszik a törzsek tagjainak, hogy szoros kapcsolatokat alakítsanak ki más törzsekkel, így ezek egyrészt az észak-amerikai bennszülött szolidaritás megnyilvánulásai, másrészt jelentős kifejezési alkalmai az őslakos amerikai kultúráknak.
Egy központi térségen, vagy „lugas”-ban zajlódó esemény rendszerint ünnepélyes bevonulással kezdődik. A felvonulást veterán katonák vezetik, akik zászlófelvonási szertartást végeznek, és rövid imát mondanak. Ezután általában harci táncok következnek, majd a többi táncra kerül sor, köztük a körtáncokra, a fűtáncra és a nyúltáncra. Ezek többsége kifejezetten törzsek közti jellegű. A színpompás ruhákat - kendőket, gyöngyhímzéseket, fardaggályokat vagy ékes fejdíszeket viselő pow-wow táncosok a mozgásukat irányító folyamatos dobszóra méltóságteljesen lépkednek körül az arénában. Sok pow-wow-on kerül sor táncversenyekre is. A versenyzők gyakran nagy távolságokat tesznek meg, hogy részt vegyenek ezeken az alkalmakon, melyek a táncosok és dobosok számára tekintélyes pénzdíjjal is járnak.
A pow-wow másik fénypontja az ajándékozási szertartás. Ennek során egyének vagy családok adnak egymásnak ajándékokat, melyek lehetnek olyan díszesek, mint a sziúk kézimunkával készített „csillagos” takarói, vagy csupán egyszerű konyhai eszközök. Az ajándékozási szertartás egyik módja annak, hogy a közösség elismerje azokat, akik valamivel kitűntek, például egyetemi diplomát szereztek, illetve katonaként vagy közösségi vezetőként szereztek érdemeket. Azt is méltányolják, aki egy családot segített át valamely válságon - például a gyász időszakán. Az ajándékozást rendszerint délután, a táncok közti szünetben tartják. A pow-wow bemondója kihirdeti az ajándékozás okát, az adományozó és a megadományozott nevét, majd tiszteletadó táncra szólít fel. Ezt követően a résztvevők kezet fognak egymással, és a pow-wow tánc befejeződik.

## Egyebek
A pow-wow során a barátkozás éppoly fontos, mint a tánc. Olyan alkalom ez, mikor az olykor sokféle törzshöz tartozó indiánok felújíthatják a régi barátságot, letelepedhetnek egy-egy ünnepi lakomához, melyen hagyományos észak-amerikai bennszülött ételeket szolgálnak föl, köztük bölényhúst, szarvast, kukoricapörköltet és pirított kenyeret. Sor kerülhet imádságokra és politikai szónoklatokra is, míg némelyek arra használják fel ezt az alkalmat, hogy kézimunkáik értékesítésével tegyenek szert némi többletkeresetre.